# Hajdučka Republika Mijata Tomića
Hajdučka Republika Mijata Tomića samoproglašena je mikronacija u Bosni i Hercegovini.

## Zemljopisni položaj
Nalazi se između planina Vrana i Čvrsnice, usred parka prirode Blidinje u Zapadnoj Hercegovini.
Obuhvaća trokut od najvišeg vrha planine Vran preko kapelice sv. Ante sve do raskrižja Risovac – Kedžara.

## Osnovni podatci
Osnovana je na dan Dive Grabovčeve 29. lipnja 2002. godine. Ime je dobila prema hercegovačkom hajduku Mijatu Tomiću, koji se skrivao u obližnjim pećinama.
Sjedište se nalazi u motelu Hajdučke vrleti čija je vlasnica jedina vladarica ove mikrodržave.

## Povijest
Osobama koje su osnovale ovu republiku to nije bila prvobitna ambicija. 
Nakon okončanja Rata u Bosni i Hercegovini, mjesno se gospodarstvo (pogotovo zimski turizam) počelo polako oporavljati. Problemi su se pojavili kad je vlasnik motela želio riješiti problem spajanja na elektroopskrbnu mrežu. Budući da se ovo područje nalazi na dijelu zemljišta oko kojeg se spore tri općine i koje se godinama nisu nikako usuglasile o granicama i nadležnostima (Posušje, Tomislavgrad i Jablanica), a kad god bi vlasnik motela pitao ikoju od općina da riješe taj problem, bivao je odbijen s obrazloženjem nadležnosti neke od drugih dviju općina.
Zahvaljujući ovom šaljivo-prosvjednom projektu, motel je postao jednim od najpopularnijih turističkih lokacija u Zapadnoj Hercegovini.

## Zanimljivosti
- Projekt je privukao pozornost hrvatskih, bošnjačkih i srpskih medija (Slobodna Dalmacija, Nezavisne, Gracija, Svet, Dnevni avaz i drugi), a poslije i turske novinske agencije.
- Godine 2009. u prometnoj je nesreći poginuo Vinko Vukoja Lastvić, vladar ove republike.[2] Nova harambašica je postala njegova kći Marija Vukoja Lastvić, koja od tada uspješno vodi republiku.
- Od 2010. godine održava se memorijalni Off Road Rally Vinko Vukoja Lastvić u čast prvog harambaše republike.[3][4]

## Vanjske poveznice
- Prilog Al Jazeera Balkans (Youtube)
- Dnevni avaz: Država bez kriminala, vojske i policije  Arhivirana inačica izvorne stranice od 24. rujna 2015. (Wayback Machine)